# Meckenbach (près Kirn)
Pour les articles homonymes, voir Meckenbach.
Meckenbach est une municipalité allemande située dans le land de Rhénanie-Palatinat et l'arrondissement de Bad Kreuznach.